# Zlatá Baňa
Zlatá Baňa (in ungherese Aranybánya) è un comune della Slovacchia facente parte del distretto di Prešov, nella regione omonima.